# District Verch-Isetski

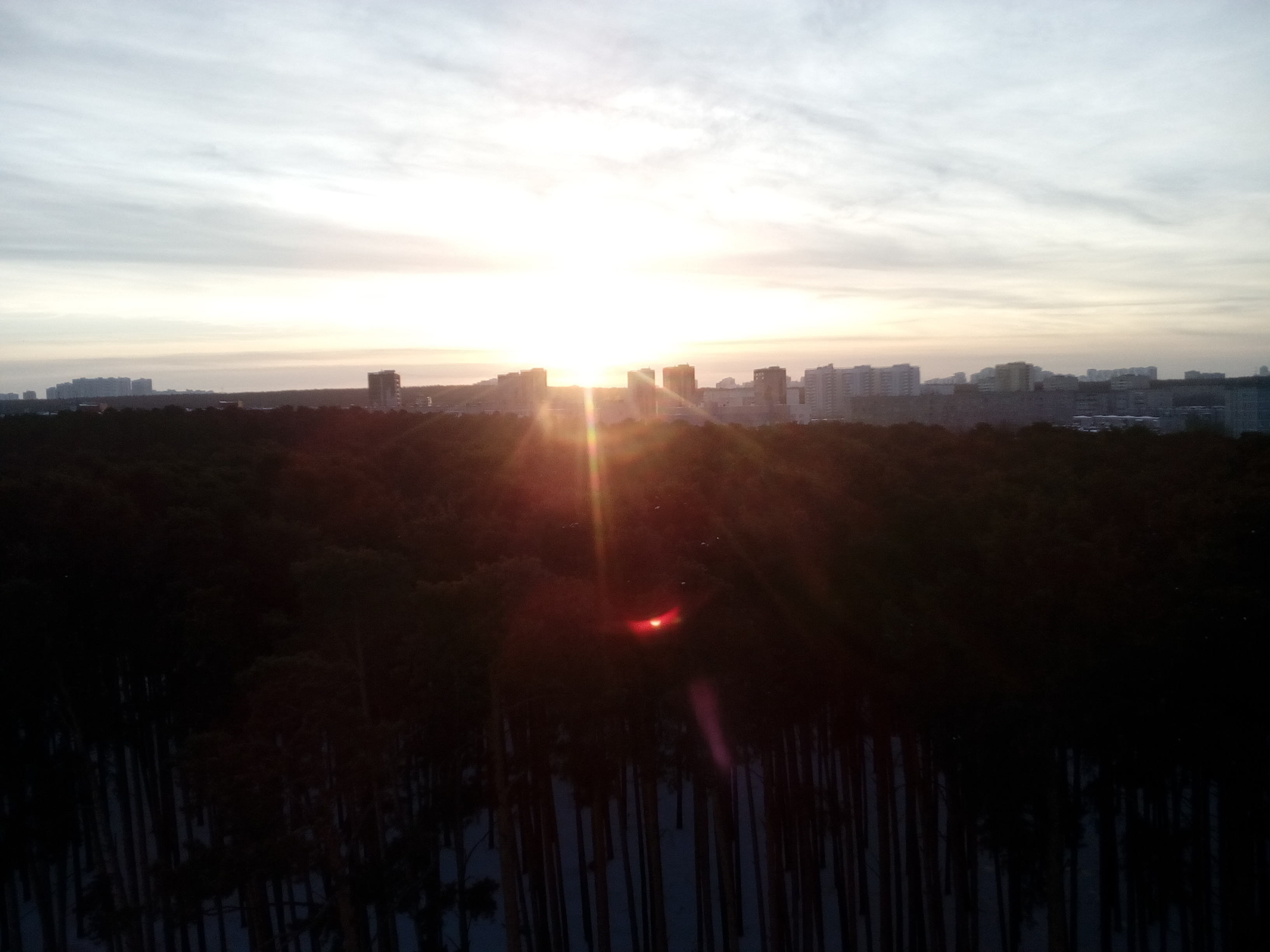
ул.Волгоградская

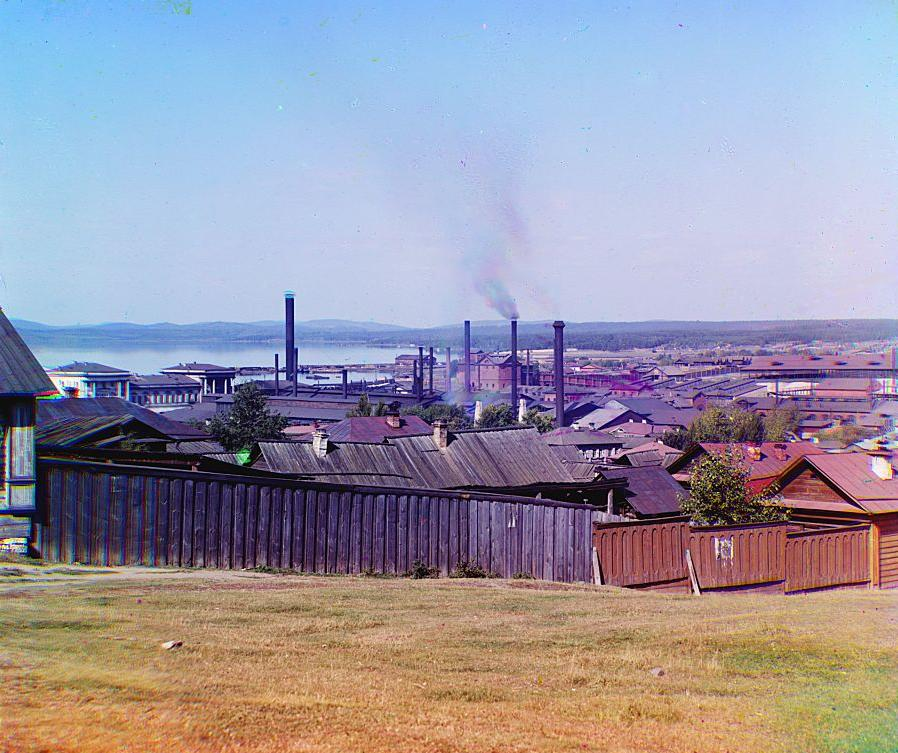
Verch-Isetskifabriek begin 20e eeuw
(Foto: Sergej Prokoedin-Gorski, 1910)

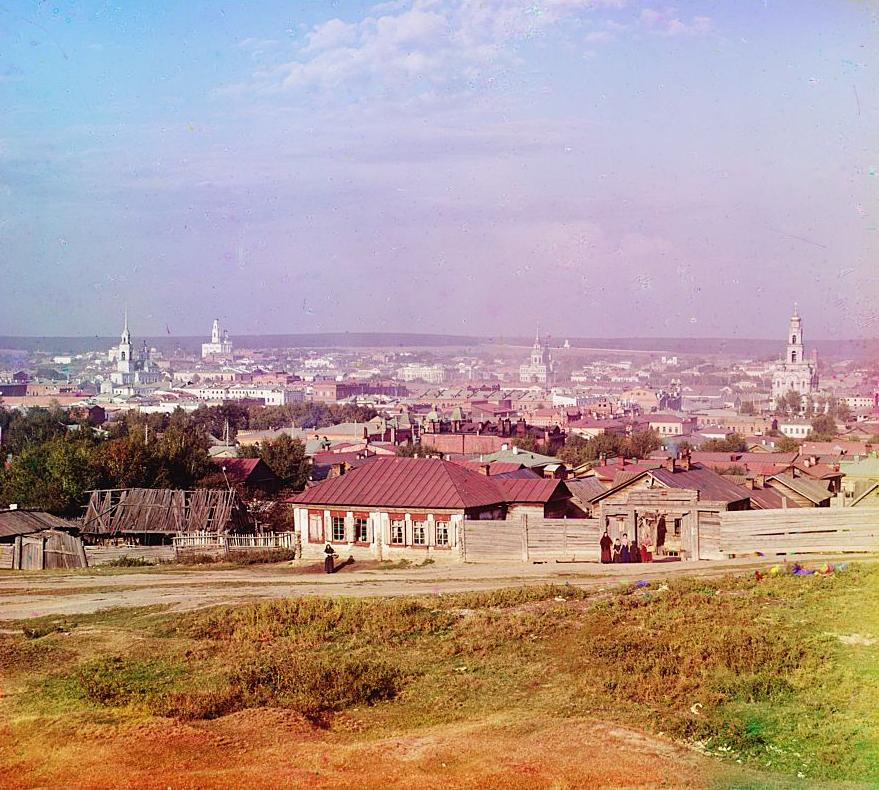
Fabrieksnederzetting bij de Verch-Isetskifabriek begin 20e eeuw

District Verch-Isetski (Russisch: Верх-Исетский район; "district boven de Iset") is een bestuurlijk district van de Russische stad Jekaterinenburg. Het verkreeg zijn naam door een brug die over de rivier de Iset werd aangelegd voor de VIZ-metaalfabriek. Het omvat het westelijke gedeelte van de stad en een gedeelte van het stadscentrum aan de oostkant van de Isetrivier. Het gebied had 180.852 inwoners bij de volkstelling van 2002 tegen 199.195 bij de volkstelling van 1989.
De hoofdweg van Jekaterinenburg naar Perm begint in dit district.
Binnen het gebied liggen de gebouwen van het regionale bestuur van de oblast Sverdlovsk, het theater, het gebouw van de presidentiële afgevaardigde van het Federaal District Oeral, een 'paleis van de jeugd' (waarin nu een bijscholingsinstantie is gevestigd), het Centraalstadion en het gebouw van de Staatsacademie van de Oeral voor Medicijnen. Er bevinden zich bijna 30 scholen, waaronder 4 middelbare, 2 avondscholen en 3 speciale scholen.
Een van de bezienswaardigheden in dit gebied is een helikopter aan de oelitsa Repina.

## Geschiedenis
Het district is een van de oudste van Jekaterinenburg. Haar oorsprong ligt in de bouw van de ijzerwerken van Jekaterinenburg in 1723 (de oudste fabriek van de Centrale Oeral) door Vasili Tatisjtsjev en Georg Wilhelm de Gennin, hetgeen wordt beschouwd als de gebeurtenis waarmee de stad werd gesticht. De fabriek werd eerst aan de Oektoesrivier gebouwd, maar vanwege gebrek aan water werd deze in 1725 in opdracht van de Gennin verplaatst naar 2 kilometer (werst) verderop, waar een stuwdam werd gelegd in de Iset, die nu het centrum vormt van de stad. De fabriek werd aanvankelijk vernoemd naar dochter Anna van de vrouw van Peter de Grote; tsarina Catharina I. Nadat zij stierf, werd de fabriek hernoemd naar Verch-Isetski-fabriek. In 1726 werd het eerste ijzer geproduceerd met het merk van de Gennin. In de 19e eeuw verwierf de fabriek wereldwijde faam met geslagen plaatstaal, dat werd geëxporteerd naar grote Europese landen als Groot-Brittannië, Frankrijk en Spanje en hun koloniën. Tot de Russische Revolutie was de Verch-Isetski-fabriek het enige grote bedrijf van de stad. Er bevonden zich ook veel andere handwerken in de fabrieksplaats, zoals Jekaterinenburg toen werd aangeduid. In de tweede helft van de 19e eeuw waren er coöperatieven van bouwers, timmerlieden en graveerders in het district.

## Huidige situatie
De laatste jaren wordt gewerkt aan verfraaiing van het district met meer straatmeubilair, straatgroen en het uitvoeren van herstelwerkzaamheden. Het district had altijd een landelijk aanzicht, maar dit is snel bezig te veranderen door veel nieuwbouw. Momenteel staat een groot nieuw woongebied in het district en langs de Siberische Trakt op de planning, waar ongeveer 130.000 mensen moeten gaan wonen. Ook wordt er gebouwd aan het grote bouwproject Jekaterinenburg-City, een zakencentrum, dat wordt uitgevoerd door een holding van UGMK, met 400.000 m², dat afgerond moet zijn in 2014 en waarvan de kosten zijn geraamd op ongeveer 1 miljard euro. Hieronder vallen een aantal flatgebouwen, waarvan de hoogste, de Oeraltoren, 300 meter moet worden.
Kirovski · Leninski · Oktjabrski · Ordzjonikidzevski · Tsjkalovski · Verch-Isetski · Zjeleznodorozjny